# محادثات قبرص 2008-2012
عقدت محادثات قبرص 2008-2012 كجزء من عملية السلام طويلة الأمد، من أجل حل النزاع القبرصي. فشلت المحادثات في تحقيق أهدافها. أفاد استطلاع للرأي أجري في عام 2010 أن 84٪ من القبارصة اليونانيين و70٪ من القبارصة الأتراك افترضوا أن "الطرف الآخر لن يقبل أبدًا التنازلات الفعلية اللازمة لتسوية عادلة وقابلة للحياة". في بداية عام 2013، تم تعليق المفاوضات بسبب تغيير الحكومة القبرصية اليونانية.

## انتخابات 2008 في جمهورية قبرص

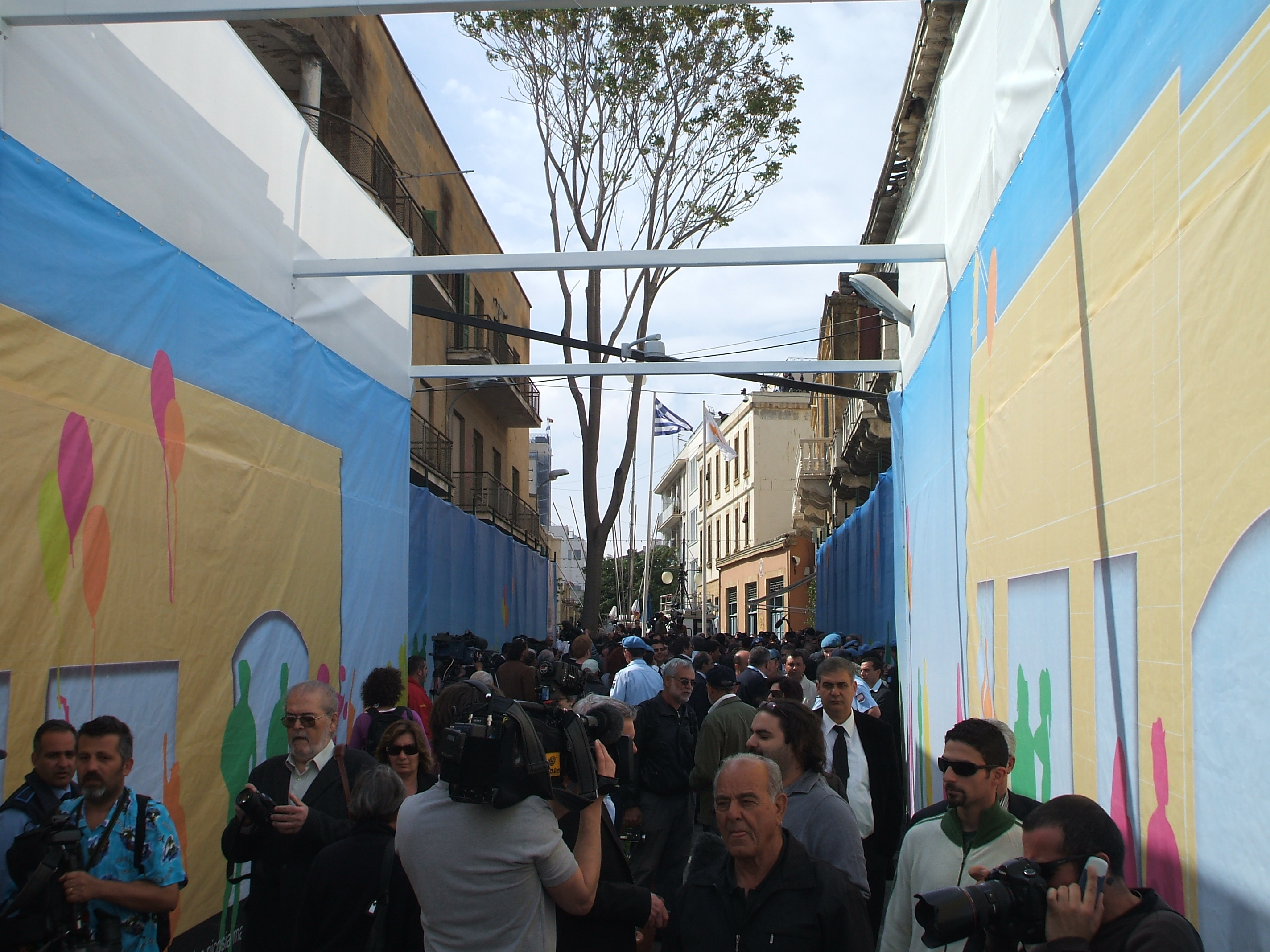
افتتاح شارع ليدرا في أبريل 2008

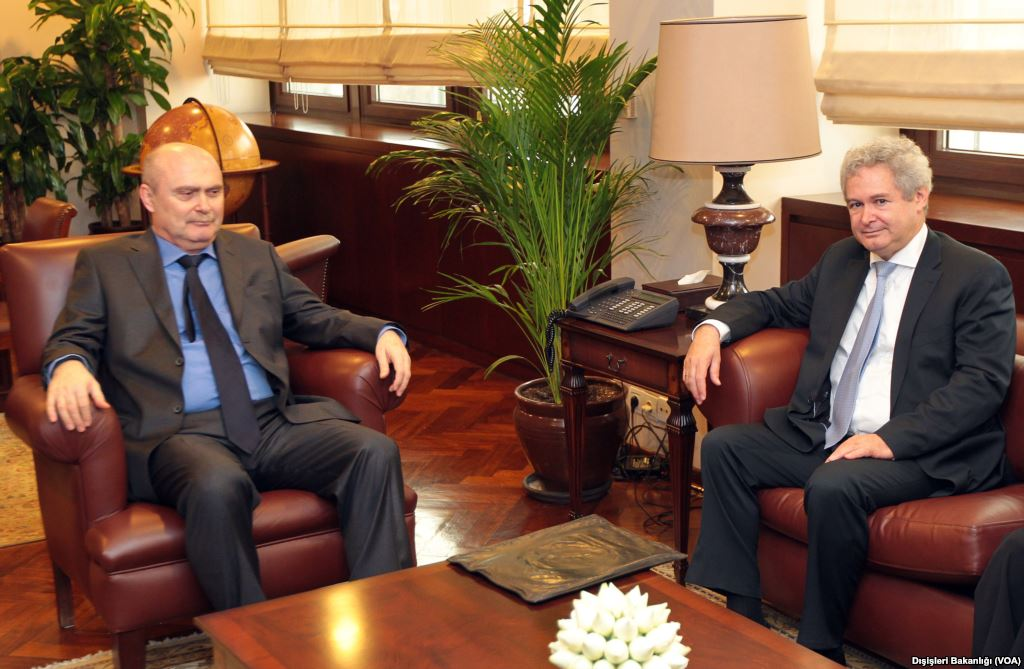
فريدون سينيرلي أوغلو وأندرياس مافرويانيس (27 فبراير 2014)

في الانتخابات الرئاسية لعام 2008، هُزم بابادوبولوس أمام مرشح الحزب التقدمي للشعب العامل ديميتريس كريستوفياس، الذي تعهد باستئناف المحادثات بشأن إعادة التوحيد على الفور. وفي حديثه عن نتيجة الانتخابات، قال محمد علي طلعت إن "الفترة المقبلة سيمكن خلالها حل مشكلة قبرص في غضون فترة زمنية معقولة - على الرغم من كل الصعوبات - بشرط وجود الإرادة". عقد كريستوفياس اجتماعه الأول كرئيس مع زعيم القبارصة الأتراك في 21 مارس 2008 في المنطقة العازلة للأمم المتحدة في نيقوسيا. خلال الاجتماع، اتفق الزعيمان على إطلاق جولة جديدة من المحادثات "الموضوعية" حول إعادة التوحيد، وإعادة فتح شارع ليدرا، الذي تم تقسيمه إلى قسمين منذ العنف الطائفي في الستينيات وأصبح يرمز إلى انقسام الجزيرة. في 3 أبريل 2008، بعد إزالة الحواجز، أعيد فتح معبر شارع ليدرا بحضور مسؤولين قبارصة يونانيين وأتراك.

## المحادثات التحضيرية
تم تحديد موعد الاجتماع الأول للجان الفنية في 18 أبريل 2008. التقى طلعت وكريستوفياس اجتماعيًا في حفل كوكتيل في 7 مايو 2008،  واتفقا على الاجتماع بانتظام لمراجعة تقدم المحادثات. وعقدت القمة الرسمية الثانية في 23 مايو 2008 لاستعراض التقدم المحرز في اللجان الفنية.
في اجتماع عُقد في 1 يوليو 2008، اتفق الزعيمان من حيث المبدأ على مفاهيم المواطنة الواحدة والسيادة الواحدة،  وقرروا بدء محادثات إعادة التوحيد المباشرة قريبًا جدًا؛  في نفس التاريخ، تم تعيين وزير الخارجية الأسترالي السابق ألكسندر دونر مبعوثًا جديدًا للأمم المتحدة لقبرص. وافق كريستوفياس وطلعت على الاجتماع مرة أخرى في 25 يوليو 2008 لإجراء مراجعة نهائية للأعمال التحضيرية قبل بدء المفاوضات الفعلية. كان من المتوقع أن يقترح كريستوفياس رئاسة دورية للدولة القبرصية الموحدة. وذكر طلعت أنه يتوقع أن يحددا موعدًا لبدء المحادثات في سبتمبر، وأكد أنه لن يوافق على إلغاء الدور الضامن لتركيا واليونان.
بعد انتهاء المفاوضات، ستُطرح خطة إعادة التوحيد في استفتاءات في كلا المجتمعين.
في ديسمبر 2008، وصفت صحيفة تو فيما الاشتراكية الأثينية "أزمة" في العلاقات بين كريستوفياس وطلعت، حيث بدأ القبارصة الأتراك التحدث علنًا عن "كونفدرالية" فضفاضة ، وهي فكرة عارضتها قبرص بشدة. وتفاقمت التوترات بسبب مضايقات تركيا للسفن القبرصية المشاركة في التنقيب عن النفط في المنطقة الاقتصادية الخالصة للجزيرة، وموافقة القيادة القبرصية التركية مع ادعاء أنقرة بأن قبرص ليس لها رف قاري.[بحاجة لمصدر]
في 29 أبريل 2009، صرح طلعت أنه إذا اتخذت محكمة الاستئناف في إنجلترا وويلز (التي ستضع النقاط الأخيرة في قضية أورامز) قرارًا بنفس الاتجاه مع قرار محكمة العدل الأوروبية عندها ستتضرر عملية التفاوض في قبرص  بطريقة لن يتم إصلاحها مرة أخرى. حذرت المفوضية الأوروبية جمهورية قبرص من تحويل معركة أورامز القانونية إلى معركة سياسية حول الجزيرة المقسمة. 
في 31 يناير 2010، وصل الأمين العام للأمم المتحدة بان كي مون إلى قبرص لتسريع المحادثات الهادفة إلى إعادة توحيد البلاد.
من المتوقع أن يؤدي انتخاب القومي درويش إروغلو من حزب الاتحاد الوطني كرئيس لشمال قبرص في 18 أبريل إلى تعقيد مفاوضات إعادة التوحيد. استؤنفت المحادثات بعد الانتخابات في أواخر مايو، ومع ذلك، صرح إروغلو في 27 مايو 2010 أنه الآن يؤيد دولة فيدرالية، وهو تغيير عن مواقفه السابقة.
في أوائل يونيو 2010، وصلت المحادثات إلى طريق مسدود ودعا المستشار الخاص للأمم المتحدة ألكسندر دونر الزعيمين إلى تقرير ما إذا كانا يريدان حلاً أم لا.

## الاجتماعات الثلاثية
في 18 نوفمبر 2010، انعقد الاجتماع الثلاثي الأول (بان، كريستوفياس، إروغلو) في مدينة نيويورك دون أي اتفاق حول القضايا الرئيسية.
في 26 يناير 2011، انعقد الاجتماع الثلاثي الثاني في جنيف، سويسرا دون أي اتفاق حول القضايا الرئيسية.
في مارس 2011، ذكر بان كي مون، "لا يمكن أن تكون المفاوضات عملية مفتوحة، ولا يمكننا تحمل محادثات لا نهاية لها من أجل المحادثات".
في 18 مارس 2011، حقق القبارصة اليونانيون والأتراك المفاوضات رقم 100 منذ أبريل 2008 دون أي اتفاق بشأن القضايا الرئيسية.
بحلول منتصف عام 2011، كان هناك دفع متجدد من أجل إنهاء المفاوضات بحلول نهاية عام 2011 من أجل أن تتولى قبرص الموحدة رئاسة الاتحاد الأوروبي في 1 يوليو 2012.
في 7 يوليو 2011، انعقد الاجتماع الثلاثي الثالث في جنيف، سويسرا دون أي اتفاق حول القضايا الرئيسية.
في 30-31 أكتوبر 2011، انعقد الاجتماع الثلاثي الرابع في مدينة نيويورك دون أي اتفاق حول القضايا الرئيسية. وقال بان كي مون إن المحادثات تقترب من نهايتها.
في 23-24 يناير 2012، انعقد الاجتماع الثلاثي الخامس في مدينة نيويورك دون أي اتفاق حول القضايا الرئيسية. وقال بان كي مون "سأقدم تقريرا إلى مجلس الأمن حول وضع المفاوضات في نهاية فبراير. في نهاية شهر مارس، سأسعى إلى مراجعة العملية من مستشاري الخاص، ألكسندر دونر. إذا كان تقريره إيجابياً ويتفق مع قرارات مجلس الأمن ذات الصلة وبعد المشاورات مع الجانبين، فإنني أعتزم الدعوة إلى مؤتمر متعدد الأطراف في أواخر أبريل أو أوائل مايو ".
في 21 أبريل 2012، قال بان كي مون "لا يوجد تقدم كاف في القضايا الجوهرية لمحادثات إعادة التوحيد للدعوة إلى مؤتمر دولي". وصف المراقبون الدوليون الوضع بأنه "انهيار محادثات إعادة التوحيد"،  "ضياع الفرصة الأخيرة لإعادة توحيد قبرص"،  "فشلت جولات المحادثات التي تقودها الأمم المتحدة"  و"فشل حملة الأمم المتحدة في قبرص من أجل إعادة التوحيد". في 27 أبريل 2012، قال المستشار الخاص للأمين العام، ألكسندر دونر، "إذا لم يتفق الزعيمان القبرصي اليوناني والتركي مع بعضهما البعض على نموذج لقبرص موحدة، فلا يمكن للأمم المتحدة أن ترغمهما".

## انهيار المحادثات
في نهاية سبتمبر 2012، قال رئيس جمهورية شمال قبرص التركية، درويش إروغلو، إنه تم تشكيل لجان مشتركة مع الجانب القبرصي اليوناني لاتخاذ تدابير لبناء الثقة.
في عام 2012، وجد مشروع "المصالحة واقتصاديات السلام في قبرص" الذي يموله الاتحاد الأوروبي أن "الأمل ضئيل في التوصل إلى تسوية في الجزيرة وفشلت المحادثات التي ترعاها الأمم المتحدة مرة أخرى".
في بداية عام 2013، تم تعليق مفاوضات قبرص بسبب تغيير الحكومة في المجتمع القبرصي اليوناني.

## النتائج
في 29 مايو 2013، قال رئيس جمهورية قبرص، أناستاسيادس، "لن تبدأ أي جولة جديدة من المحادثات من النقطة التي انتهت فيها في عام 2012". في 11 فبراير 2014، استقال الكسندر دونر، المستشار الخاص للأمين العام للأمم المتحدة، من منصبه.
في فبراير 2014، أعلن زعماء القبارصة اليونانيين والأتراك بيانًا مشتركًا. مما أطلق جولة جديدة من المحادثات.